# Fotografia astratta

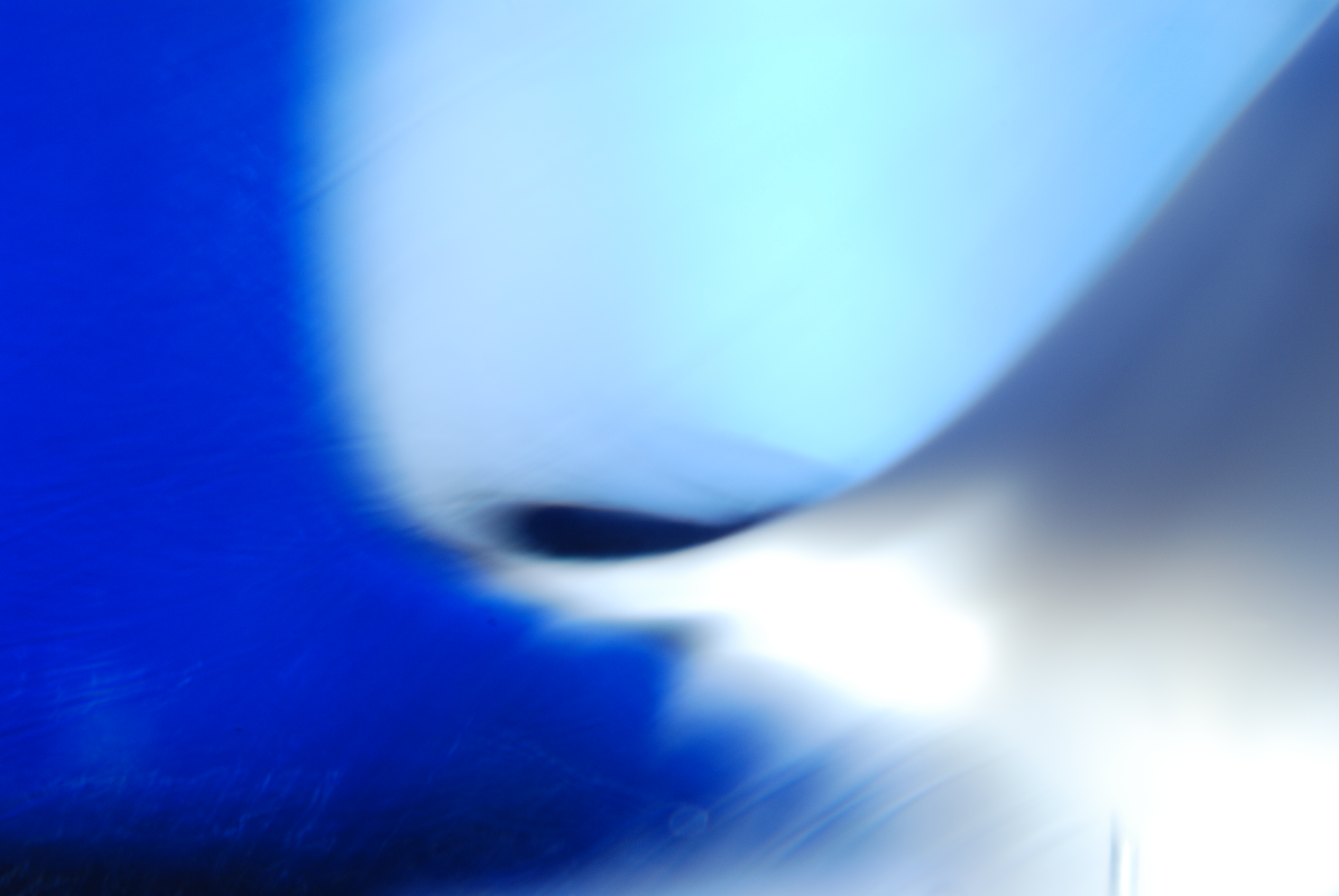
Questa macrofotografia fornisce poche informazioni sulla natura del suo oggetto

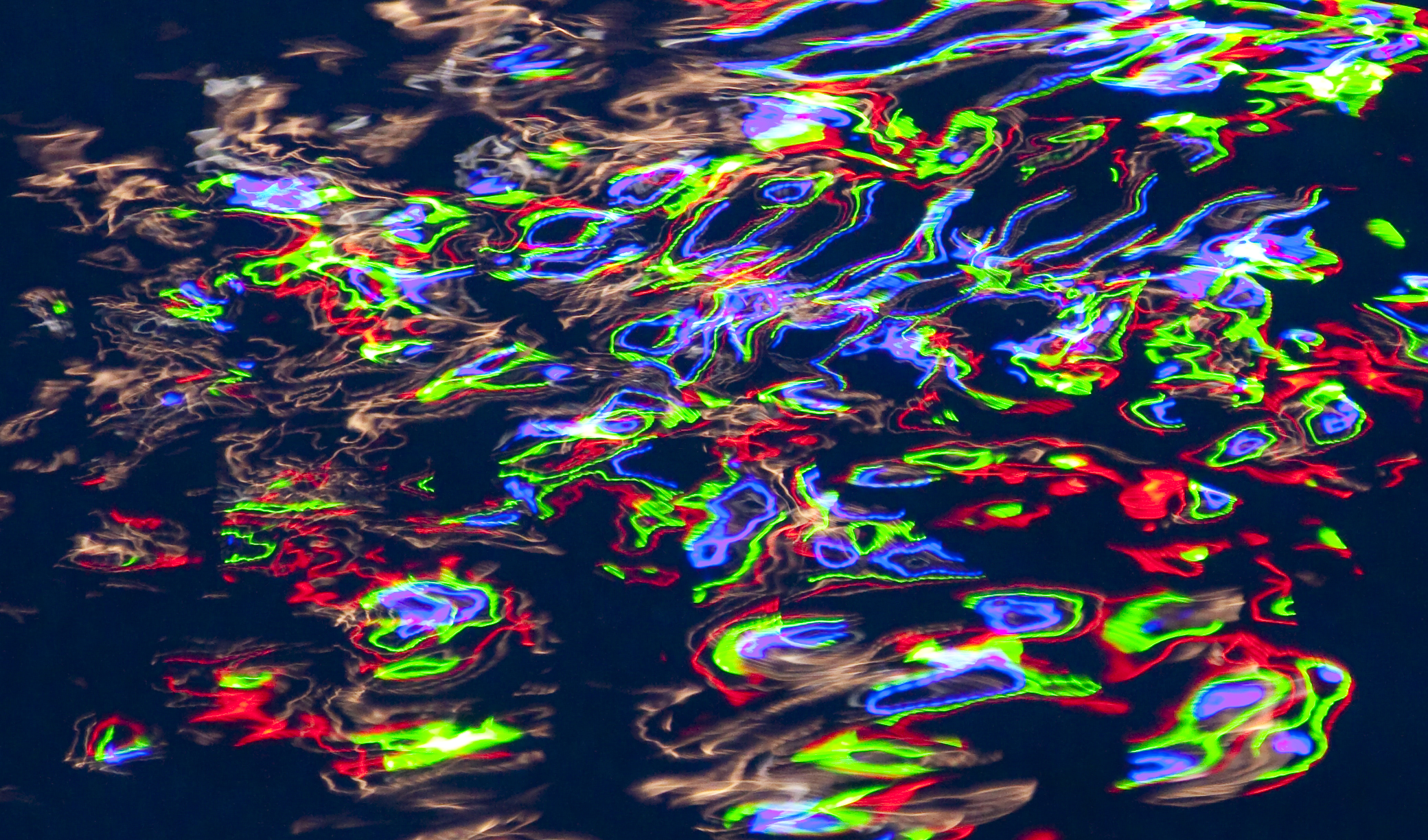
Riflessione e movimento si combinano come in un palcoscenico affinché l'illuminazione diventi astratta

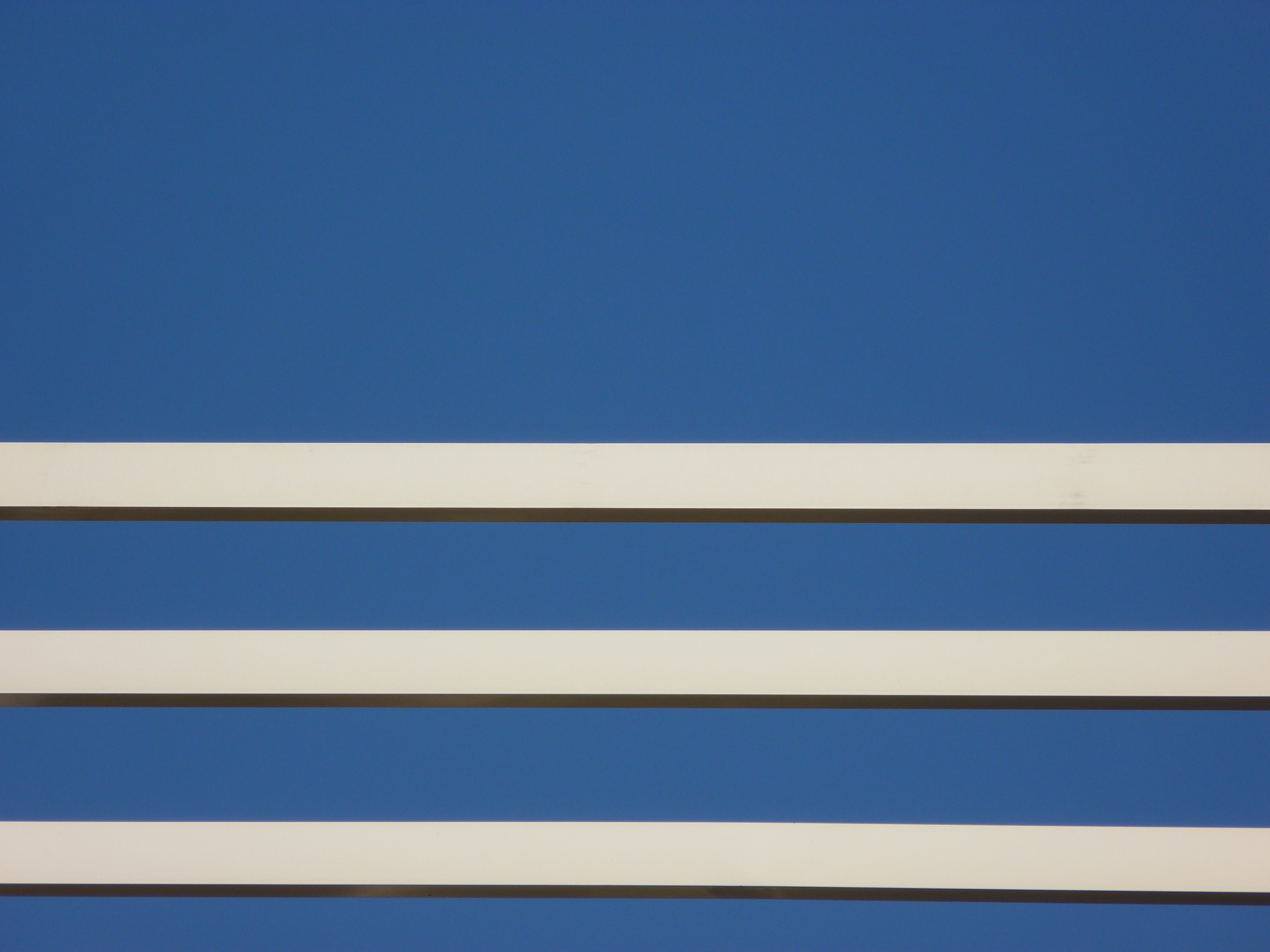
Il genere di questa struttura non è comprensibile, visto che si tratta di un piccolo particolare

La fotografia astratta, a volte chiamata non-oggettiva, sperimentale o concettuale, è un mezzo di raffigurazione di un'immagine visiva che non ha un'associazione immediata con il mondo degli oggetti reali, ma che è stata realizzata attraverso l'uso di apparecchiature fotografiche, processi o materiali (quindi è una fotografia in tutti i sensi). Una fotografia astratta può isolare un frammento di una scena naturale, al fine di nascondere il suo contesto intrinseco allo spettatore, può essere appositamente messa in scena per creare un aspetto apparentemente irreale di oggetti reali, o può comportare l'uso di colore, luce, ombra, consistenza e/o forma per trasmettere una sensazione o impressione. L'immagine può essere prodotta utilizzando apparecchiature fotografiche tradizionali come una macchina fotografica, una camera oscura o un computer, oppure può essere creata senza utilizzare una fotocamera manipolando direttamente pellicola, carta o altri supporti fotografici, compresi quelli digitali.

## Definizione di fotografia astratta
Non esiste una definizione comunemente usata del termine "fotografia astratta". I libri e gli articoli sull'argomento comprendono di tutto, da un'immagine completamente rappresentativa di un soggetto astratto, come le fotografie di pittura scrostata di Aaron Siskind, a immagini completamente non rappresentative create senza una macchina fotografica o una pellicola, come quelle di stampe e libri realizzate da Marco Breuer. Il termine è sia comprensivo di un'ampia gamma di rappresentazioni visive sia esplicito nella sua categorizzazione di un tipo di fotografia che è visibilmente ambiguo per sua stessa natura.
Molti fotografi, critici, storici dell'arte e altri hanno scritto o parlato di fotografia astratta senza tentare di formalizzare un significato specifico. Alvin Langdon Coburn, nel 1916, propose l'organizzazione di una mostra dal titolo "Abstract Photography", per la quale la scheda di partecipazione avrebbe chiaramente affermato che "non saranno ammesse opere in cui l'interesse dell'argomento sia maggiore dell'apprezzamento dello straordinario." La mostra proposta non ebbe luogo; tuttavia Coburn successivamente creò alcune fotografie distintamente astratte.
Il fotografo e professore di psicologia John Suler, nel suo saggio Photographic Psychology: Image and Psyche, scrisse che "Una fotografia astratta si allontana da ciò che è realistico o letterale. Si allontana dalle apparenze naturali e dai soggetti riconoscibili nel mondo reale. Alcune persone dicono addirittura che si discosta dal vero significato, dall'esistenza e dalla realtà stessa. Si distingue dall'insieme concreto e il suo scopo dipende invece dal significato concettuale e dalla forma intrinseca... Ecco la prova del fuoco: se guardi una foto e c'è una voce dentro di te che dice "Che cos'è?"... Bene, ecco qua. È una fotografia astratta."
Barbara Kasten, anche lei fotografa e professoressa, scrisse che "la fotografia astratta sfida la nostra visione popolare della fotografia come immagine oggettiva della realtà riaffermando la sua natura costruita... Liberata dal suo dovere di rappresentare, la fotografia astratta continua ad essere un coacervo per la fusione di mezzi e discipline. È un'arena per testare la fotografia."
Il fotografo e teorico della fotografia tedesco Gottfried Jäger usò il termine "fotografia concreta", giocando con il termine "arte concreta", per descrivere un particolare tipo di fotografia astratta.. Più recentemente l'artista concettuale Mel Bochner ha scritto, su un biglietto da visita, una citazione dall'Enciclopedia Britannica che diceva: "La fotografia non può registrare idee astratte". Poi lo ha fotografato e stampato utilizzando sei diversi processi fotografici. Ha trasformato le parole, il concetto e la visualizzazione del concetto in arte stessa, e così facendo ha creato un'opera che ha presentato un altro tipo di fotografia astratta, ancora una volta senza mai definire il termine stesso.

## Storia

### XIX secolo

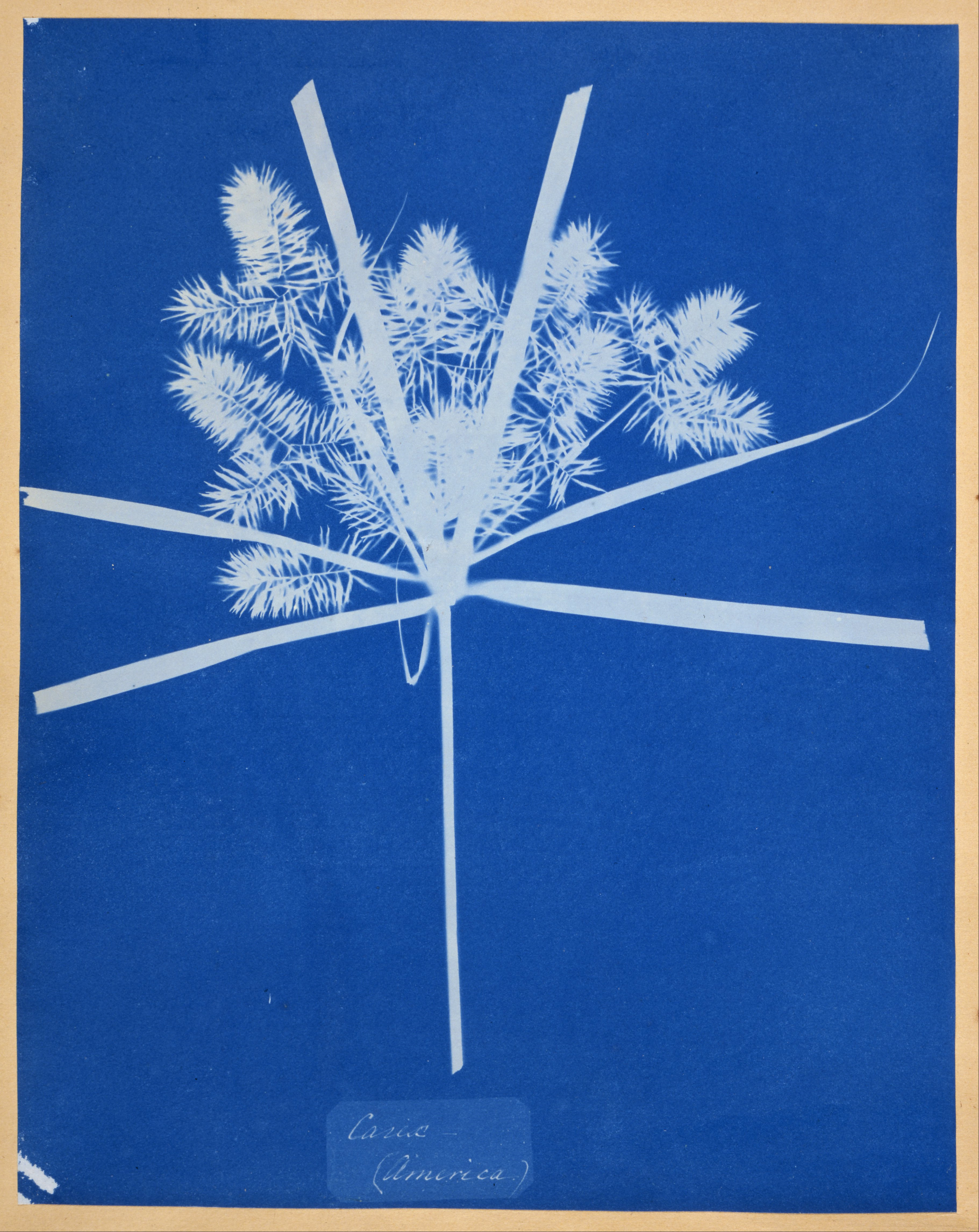
Anna Atkins – Carex (America) – Google Art Project

Alcune delle prime immagini di quella che può essere definita fotografia astratta sono apparse nel primo decennio dopo l'invenzione di quest'arte. Nel 1842 John William Draper creò immagini con uno spettroscopio, che disperdeva i raggi luminosi in uno schema visibile allora non registrato. Le stampe realizzate non avevano alcun riferimento alla realtà del mondo visibile che altri fotografi hanno poi registrato, e hanno dimostrato l'abilità senza precedenti della fotografia di trasformare ciò che prima era invisibile in una presenza tangibile. Draper vedeva le sue immagini come documenti scientifici piuttosto che come arte, ma la loro qualità artistica è apprezzata oggi per lo status innovativo e l'individualità intrinseca.
Un altro dei primi fotografi, Anna Atkins in Inghilterra, produsse un libro autopubblicato di fotogrammi realizzati posizionando alghe essiccate direttamente su carta cianotipica. Intese come uno studio scientifico, le immagini bianche su blu hanno una qualità astratta eterea a causa dell'immagine negativa e della mancanza di contesto naturale per le piante.
La scoperta dei raggi X, nel 1895, e della radioattività, nel 1896, hanno suscitato un grande fascino pubblico per cose che prima erano invisibili. In risposta, i fotografi iniziarono a esplorare come poter catturare ciò che non poteva essere visto dalla normale visione umana.
Nello stesso periodo l'autore e artista svedese August Strindberg sperimentò, stendendo soluzioni saline su lastre fotografiche a caldo e a freddo. Le immagini che produsse con questi esperimenti erano rappresentazioni indefinite di ciò che altrimenti non si sarebbe potuto vedere ed erano completamente astratte nella loro presentazione.
Verso la fine del secolo, in Francia, Louis Darget cercò di catturare immagini di processi mentali premendo lastre non esposte sulla fronte delle persone sedute e spingendole a proiettare immagini dalle loro menti sulle lastre. Le fotografie che produceva erano sfocate e indefinite; tuttavia Darget era convinto che quelle che chiamava "vibrazioni del pensiero" fossero indistinguibili dai raggi di luce.

### XX secolo
Durante il primo decennio del XX secolo ci fu un'ondata di esplorazione artistica che accelerò il passaggio, nella pittura e nella scultura, dall'impressionismo e dal post-impressionismo al cubismo e al futurismo. A partire dal 1903 una serie di mostre d'arte annuali, a Parigi, chiamate "Salon d'Automne", introdussero il pubblico alla visione radicale di artisti come Paul Cézanne, Pablo Picasso, Marcel Duchamp, Francis Picabia, František Kupka, Albert Gleizes e Jean Metzinger. Un decennio dopo, l'Armory Show di New York creò uno scandalo mostrando opere completamente astratte di Kandinsky, Braque, Duchamp, Delaunay e altri.
L'interesse del pubblico, e talvolta la repulsione per l'arte astratta, venne debitamente notato da alcuni dei fotografi più creativi del periodo. Nel 1910, a New York, Alfred Stieglitz iniziò a mostrare pittori astratti, come Marsden Hartley e Arthur Dove, nella sua galleria d'arte 291, che in precedenza aveva esposto solo fotografie pittoriche. Fotografi come Stieglitz, Paul Strand e Edward Steichen sperimentarono soggetti fotografati in composizioni astratte.
Le prime immagini esposte pubblicamente che ora sono riconosciute come fotografie astratte furono una serie chiamata Symmetrical Patterns from Natural Forms, mostrata da Erwin Quedenfeldt a Colonia nel 1914. Due anni dopo Alvin Langdon Coburn iniziò a sperimentare una serie, che chiamò Vortographs (Vortografia). Durante un periodo di sei settimane, nel 1917, scattò circa due dozzine di fotografie con una macchina fotografica dotata di un prisma sfaccettato. Le immagini risultanti erano volutamente estranee alle realtà che vedeva e ai suoi precedenti ritratti e paesaggi urbani. Scrisse: "Perché la fotocamera non dovrebbe liberarsi dalle catene delle rappresentazioni contemporanee...? Perché, vi chiedo sinceramente, è necessario che continuiamo a fare piccole esposizioni banali...?"
Negli anni 1920 e 1930 vi fu un aumento significativo del numero di fotografi che esplorarono le immagini astratte. In Europa, Praga divenne un centro della fotografia d'avanguardia, con František Drtikol, Jaroslav Rössler, Josef Sudek, Eugen Wiskovský e Jaromír Funke che crearono fotografie influenzate dal cubismo e dal futurismo. Le immagini di Rössler, in particolare, andavano oltre l'astrazione rappresentativa fino alle pure astrazioni di luce e ombra.
In Germania e poi negli Stati Uniti László Moholy-Nagy, un leader della scuola del modernismo Bauhaus, sperimentò le qualità astratte del fotogramma. Diceva che "le possibilità più sorprendenti restano da scoprire nella materia prima della fotografia" e che i fotografi "devono imparare a cercare non il 'quadro', non l'estetica della tradizione, ma lo strumento ideale di espressione, l'autosufficiente veicolo per l'istruzione".
Alcuni fotografi durante questo periodo spinsero i confini dell'immaginario convenzionale, incorporando le visioni del surrealismo o del futurismo nel loro lavoro. Man Ray, Maurice Tabard, André Kertész, Curtis Moffat e Filippo Masoero furono alcuni degli artisti più noti che produssero immagini sorprendenti che hanno messo in discussione sia la realtà che la prospettiva.
Sia durante che dopo la seconda guerra mondiale, fotografi come Minor White, Aaron Siskind, Henry Holmes Smith e Lotte Jacobi esplorarono composizioni di oggetti in modi che hanno dimostrato che anche il nostro mondo naturale ha elementi di astrazione incorporati in esso.
Frederick Sommer aprì nuove strade nel 1950 fotografando oggetti appositamente riorganizzati, producendo immagini ambigue che possono essere ampiamente interpretate. Scelse di intitolare una particolare immagine enigmatica The Sacred Wood, dal saggio di T. S. Eliot su critica e significato.
Gli anni 1960 furono contrassegnati da esplorazioni disinibite ai limiti dei media fotografici dell'epoca, a partire da fotografi che assemblavano o rimontavano le proprie immagini e/o trovavano immagini, come Ray K. Metzker, Robert Heinecken e Walter Chappell.

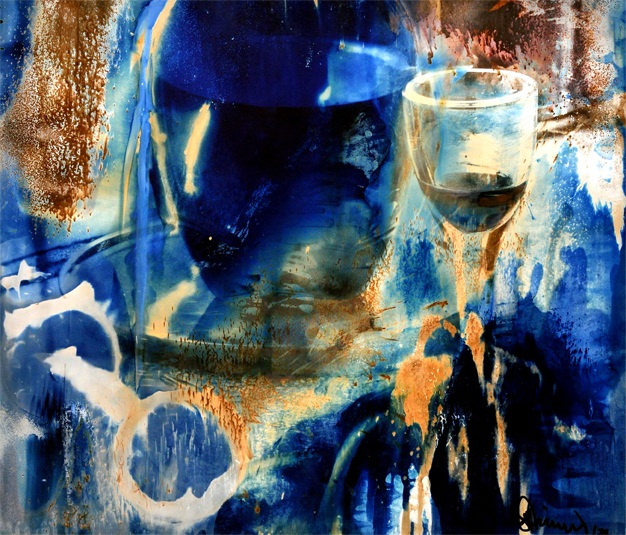
Josef H. Neumann: Chemiogramma Gustav I 1976

A metà degli anni 1970 Josef H. Neumann sviluppò i chemiogrammi, che venivano prodotti sia dall'elaborazione fotografica che della pittura su carta fotografica. Prima della diffusione dei computer e dell'uso di software di elaborazione delle immagini, il processo di creazione di chemiogrammi può essere considerato una prima forma di post-produzione analogica in cui l'immagine originale viene alterata dopo il processo di ingrandimento. A differenza dei lavori di post-produzione digitale, ogni chemiogramma è un pezzo unico.

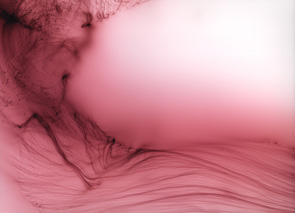
Wolfgang Tillmans – Freischwimmer 26, 2003

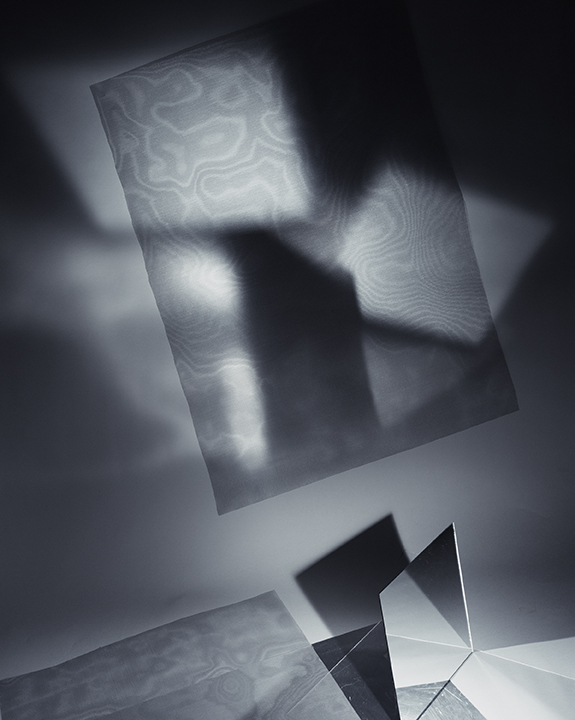
Barbara Kasten – Scena III, 2012

A partire dalla fine degli anni 1970, i fotografi estesero i limiti sia della scala che della superficie in quelli che allora erano i media fotografici tradizionali che dovevano essere sviluppati in una camera oscura. Ispirata dal lavoro di Moholy-Nagy, Susan Rankaitis iniziò a incorporare immagini trovate in libri di testo scientifici in fotogrammi su larga scala, creando quanto definito "un palinsesto che deve essere esplorato quasi come uno scavo archeologico". In seguito produsse enormi costruzioni di gallerie interattive che ampliarono le nozioni fisiche e concettuali di ciò che potrebbe essere una fotografia. Si diceva che il suo lavoro "imita la frammentazione della mente contemporanea".
Negli anni 1990 una nuova ondata di fotografi stava esplorando le possibilità di utilizzare i computer per creare nuovi modi per realizzare fotografie. Fotografi come Thomas Ruff, Barbara Kasten, Tom Friedman e Carel Balth stavano creando opere che combinavano fotografia, scultura, incisione e immagini generate al computer.

### XXI secolo
Una volta che i computer e i software fotografici sono diventati ampiamente disponibili, i confini della fotografia astratta sono stati espansi oltre i limiti del cinema e della chimica in dimensioni quasi illimitate. Eventuali confini rimasti tra artisti e fotografi puri sono stati eliminati da individui che hanno lavorato esclusivamente nella fotografia ma hanno prodotto solo immagini generate al computer anche attraverso l'utilizzo dell'Intelligenza Artificiale (AI). Tra i più noti della generazione dell'inizio del XXI secolo sono Gaston Bertin, Penelope Umbrico, Ard Bodewes, Ellen Carey, Nicki Stager, Shirine Gill, Wolfgang Tillmans, Harvey Lloyd, Adam Broomberg e Oliver Chanarin.